# Йейтс, Стеффен
Стеффен Йейтс (англ. Steffen Yeates; род. 4 января 2000, Торонто) — канадский и тринидадский футболист, полузащитник.

## Карьера

### Клубная
Первые шаги в футболе делал в юниорской команде «Вон». В 13 лет юный игрок попал в академию «Торонто». В течение нескольких лет выступал в системе клуба — за «Торонто III» в Лиге 1 Онтарио и «Торонто II» в Чемпионшипе ЮСЛ. В дальнейшем представлял студенческие американские коллективы Коннектикутского университета и Университета штата Орегон.
22 апреля 2021 года подписал профессиональный контракт с «Торонто II». 4 мая 2022 года был взят в краткосрочную аренду первой командой «Торонто». В этот же день дебютировал за «красных» в MLS в игре против «Цинциннати», выйдя на замену во втором тайме. 7 мая ещё раз был краткосрочно арендован материнским клубом.
21 декабря 2022 года полузащитник подписал многолетний контракт с клубом Канадской премьер-лиги «Пасифик».

### В сборной
Стеффен Йейтс выступал за юниорскую и молодёжную сборную Канады на чемпионатах КОНКАКАФ для игроков до 17 и до 20 лет. При этом, имея тринидадские корни, полузащитник имел право выступать за национальную команду этой страны. В мае 2024 года он вошёл в расширенную заявку «Сока уорриорз» на матчи отборочного этапа ЧМ-2026. Дебютировал за Тринидад и Тобаго Йейтс 8 июня в победном поединке против Багамских Островов (7:1), в котором он отыграл 76 минут, уступив место на поле другому новичку Дантею Гилберту.